# Kaufhaus des Westens
 (août 2023).
Si vous disposez d'ouvrages ou d'articles de référence ou si vous connaissez des sites web de qualité traitant du thème abordé ici, merci de compléter l'article en donnant les références utiles à sa vérifiabilité et en les liant à la section « Notes et références ».
Kaufhaus des Westens ou KaDeWe (littéralement en français : « Grand magasin de l'Ouest ») est un grand magasin de produits de luxe à Berlin, fondé par Adolf Jandorf et conçu par l'architecte Emil Schaudt. Il a été ouvert en 1907 dans la Tauentzienstrasse à Wittenbergplatz dans le quartier de Schöneberg.
Au cours de son histoire, le Kaufhaus des Westens a été agrandi et reconstruit à plusieurs reprises. La société mère a changé sept fois. Depuis 2015, il appartient au groupe thaïlandais Central Group.
Avec une surface de vente de 60 000 mètres carrés, KaDeWe est actuellement le troisième plus grand magasin d'Europe après les Galeries Lafayette Haussmann et Harrods à Londres.

## Histoire

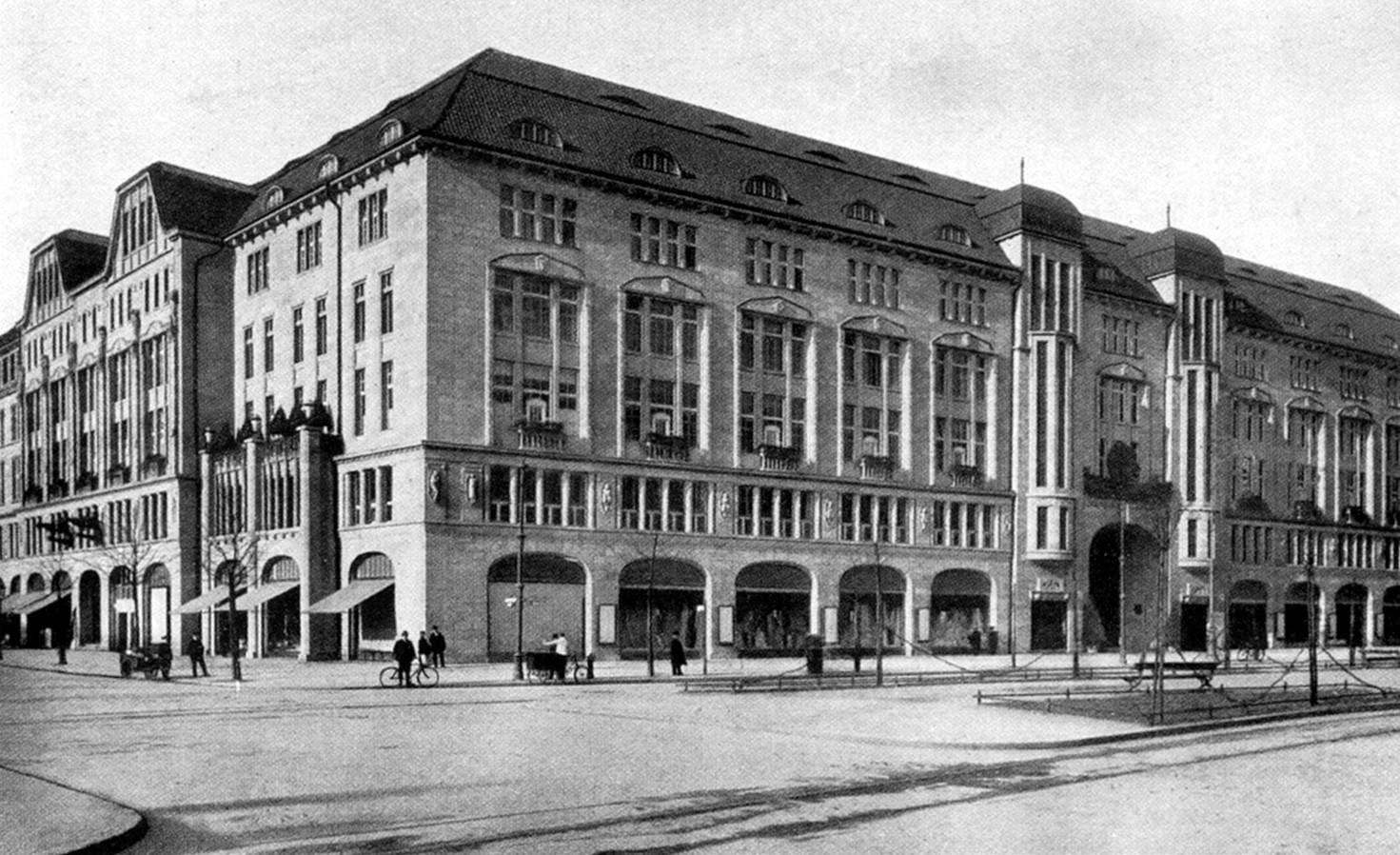
KaDeWe en 1907

Le KaDeWe fut fondé en 1905 par Adolf Jandorf. Sa construction, dirigée par l'architecte Emil Schaudt (de), s'acheva en avril 1907 et fut immédiatement suivie par l'ouverture du magasin au public.
En novembre 1943, la chute d'un bombardier américain abattu par la Flak (DCA allemande) détruisit le magasin. Il rouvrit en 1950 après une reconstruction partielle qui ne sera complétée qu'en 1956.

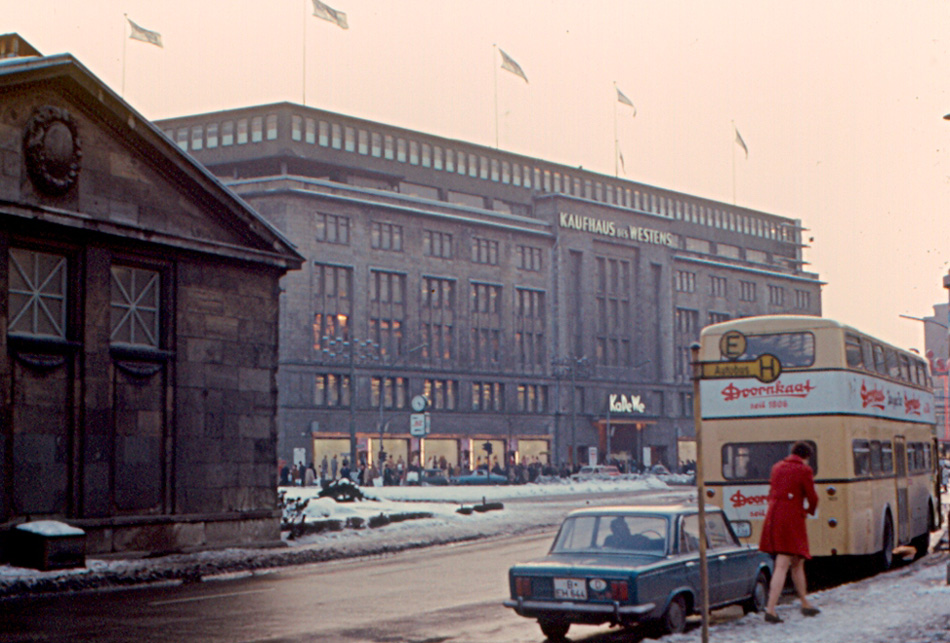
KaDeWe avec un toit plat, 1970

Le magasin a été pendant la guerre froide et la partition de la ville, le symbole du monde capitaliste et celui de la résistance de Berlin-Ouest face au régime communiste de la RDA.
Les 6e et 7e étages furent ajoutés au début des années 1990 et sont entièrement composés de rayons alimentaires et de restaurants.
Entre 2004 et 2007, la plupart des étages ont été rénovés pour le centième anniversaire du magasin.
Le 2 septembre 2010, il devient la propriété du groupe Berggruen Holdings, à la suite de la faillite de l'ancien propriétaire, le groupe Arcandor (anciennement KarstadtQuelle AG) qui le détenait depuis 1994. Puis en 2015 il est racheté par une coentreprise détenue à 50,1% par le groupe thaïlandais Central Group et à 49,9% par la société immobilière autrichienne Signa du milliardaire René Benko.
Le dépôt de bilan du groupe Signa en novembre 2023 entraîne dans sa chute le mythique magasin berlinois qui se déclare en faillite en janvier 2024 et débute une procédure d'insolvabilité,. En juin, le groupe thaïlandais Central rachète la totalité des parts et devient le seul propriétaire de KaDeWe,.